# Laemonema gracillipes
Laemonema gracillipes är en fiskart som beskrevs av Garman, 1899. Laemonema gracillipes ingår i släktet Laemonema och familjen Moridae. Inga underarter finns listade i Catalogue of Life.